# Erquinghem-le-Sec
Erquinghem-le-Sec (Nederlands: Erkegem) is een gemeente in het Franse Noorderdepartement (regio Hauts-de-France) en telt 514 inwoners (2005). De plaats maakt deel uit van het arrondissement Rijsel.

## Geografie
De oppervlakte van Erquinghem-le-Sec bedraagt 1,8 km², de bevolkingsdichtheid is 285,6 inwoners per km².
De onderstaande kaart toont de ligging van Erquinghem-le-Sec met de belangrijkste infrastructuur en aangrenzende gemeenten.

## Demografie
Onderstaande figuur toont het verloop van het inwonertal (bron: INSEE-tellingen).